# Helmut Kosmehl
Helmut Kosmehl (* 27. September 1944 in Magdeburg) ist ein ehemaliger deutscher Handball-, zeitweise auch Fußballspieler sowie Fußball- und Handballtrainer. Als aktiver Handballspieler gewann er zusammen mit dem VfL Gummersbach mehrfach den Europapokal der Landesmeister. Für den Gewinn des Europa-Pokals der Landesmeister erhielt er am 28. April 1967 das Silberne Lorbeerblatt.
Danach wechselte er zum Fußball,  dort brachte er es als Spieler des Spandauer SV zu zwei Einsätzen in der 2. Bundesliga Nord. Nach seiner Zeit beim Spandauer SV verpflichtete er sich für kurze Zeit in Winterthur in der Schweiz. Dort war er zeitgleich Fußballtrainer des FC Winterthur und Handballspieler von Pfadi Winterthur. Später machte er sich als Trainer exotischer Fußballnationalmannschaften wie Mauritius, Seychellen, Dominica und Taiwan einen Namen. Zudem konnte er als Handballtrainer zusammen mit dem Helsingfors IFK den finnischen Pokal gewinnen und betreute die Handballnationalmannschaft Katars.

## Karriere
Helmut Kosmehl wurde am 27. September 1944 in Magdeburg geboren und besuchte dort die Kinder- und Jugendsportschule. 1960 wurde er DDR-Meister im Speerwurf bei den Junioren.

### Handballspieler
Kosmehl spielte zunächst in der Männer-Handballnationalmannschaft der DDR. Nach seiner Flucht in die Bundesrepublik Deutschland spielte er ab 1964 Handball beim VfL Gummersbach. Zusammen mit Gummersbach gewann Kosmehl in den Jahren 1967, 1970, 1971 und 1974 mit dem Europapokal der Landesmeister den höchsten Titel im europäischen Vereinshandball, dazu kamen weitere Meistertitel.
Für die deutsche Nationalmannschaft bestritt Kosmehl 14 Länderspiele, in denen er 27 Tore erzielte. Da er jedoch bereits vor seiner Flucht in den Westen für die DDR-Auswahl spielte, hatte dies für ihn zur Konsequenz, dass er bei Auswärtsspielen in Ostblockstaaten nicht mitreisen konnte. Auch der Einsatz verschiedener Politiker konnte damals keine Abhilfe bewirken.

### Vom Handballspieler zum Fußballtrainer auf Wanderschaft
1975/76 kam er in der Fußball-Zweitligamannschaft des Spandauer SV zweimal zum Einsatz, nachdem diese zuvor die ersten 14 Spiele in der Meisterschaft verloren hatte.
1976 ging er in die Schweiz und wurde vom Handball-Verein Pfadi Winterthur verpflichtet, der den Deutschen jedoch nach wenigen Spielen wieder dispensierte, da sich dieser gemäß Vereinsgeschichte als „egozentrischer Unruheherd“ erwiesen hatte. Gleichzeitig wurde er für die Saison 1976/77 als Nachfolger von Rainer Ohlhauser Trainer des Fußballclubs FC Winterthur. Dort wurde er jedoch bereits in der Winterpause wieder entlassen, nachdem der Verein den letzten Platz in der Nationalliga A belegt hatte. Sein Nachfolger als Interimstrainer wurde der technische Direktor Werner Schley, der diese Funktion bereits im Frühjahr 1976 ausgeübt hatte.
Nach seinen Engagements in der Schweiz wurde er zum Trainer der Katarischen Handballnationalmannschaft berufen, die sich auf die Asienspiele 1982 vorbereitete. Dieses Engagement wurde später verlängert bis zur Handball-Weltmeisterschaft der Männer 1986; Kosmehl verließ Katar jedoch bereits vorher. Von 1985 bis 1986 war Kosmehl gemeinsam mit Mohammad Anwar Elahee Trainer der Mauritischen Fußballnationalmannschaft und konnte mit diesen die 2. Indian Ocean Island Games gewinnen. 1987 führte er die Taiwanische Frauen-Nationalelf in der letztmals inoffiziell ausgetragenen Weltmeisterschaft zum Titel.
Danach machte er nochmals einen Ausflug zum Handball und wurde in Finnland Trainer von Helsingfors IFK, mit denen er in der Saison 1987/88 den finnischen Pokal gewann.
Im April 1991 kehrte er dann zum Fußball zurück und übernahm in Uganda den Verein Spear Motors F.C. zusammen mit Bidandi SSali und Peter Mazinga als Assistenztrainern. Trainer blieb er dort bis Dezember, als er wegen Unruhen innerhalb des Vereins während seines Deutschlandurlaubs abgesetzt wurde. Kaum abgesetzt bei Spears übernahm er im Januar 1992 den Zweitbundesligisten BSV Stahl Brandenburg, der sich zu dieser Zeit im Abstiegskampf befand. Nach nur fünf Spielen mit zwei Unentschieden und drei Niederlagen wurde er im April wieder entlassen – angeblich hätten während seiner Trainings die Profis unter anderem zu afrikanischer Musik tanzen sollen. Nach dem Engagement bei Stahl Brandenburg wurde er erneut Nationaltrainer einer exotischen Fußballnation, dieses Mal der Seychellischen Nationalelf, mit der er 1993 an den Indian Ocean Island Games teilnahm und das Turnier auf dem 4. von 5. Plätzen beendete.
Im Januar 2000 wurde er Empfänger von 20'000 US-Dollar an Solidaritätsgeldern der IOC Olympic Solidarity Commission, die er für den Aufbau einer Trainerstruktur für den Fußball des Inselstaats Dominica verwenden sollte. Während dieses Engagements stand er während der Weltmeisterschaftsqualifikation auch zweimal als Trainer von Dominicas Nationalauswahl an der Seitenlinie. Er wurde jedoch Ende April bereits wieder vorzeitig vom Dominikanischen Olympischen Komitee entlassen, da er die Anforderungen nicht erfüllte.
2008 wurde Kosmehl vom südafrikanischen Verein AmaZulu FC zum Direktor ihrer neu entstandenen Jugendakademie ernannt.

## Erfolge (Auswahl)
- als Handballspieler:
  - Europapokalsieger der Landesmeister 1967, 1970, 1971 und 1974
  - Deutscher Meister 1966, 1967, 1969, 1973, 1974 und 1975
- als Fußballnationaltrainer:
  - Goldmedaille für die Mauritische Fußballnationalmannschaft bei den zweiten Indian Ocean Island Games 1985[11][12]
- als Handballtrainer:
  - Gewinn des finnischen Pokal mit Helsingfors IFK 1988